# Collegio uninominale Puglia - 04 (Camera dei deputati 2017)
Il collegio elettorale uninominale Puglia - 04 è stato un collegio elettorale uninominale della Repubblica Italiana per l'elezione della Camera dei deputati tra il 2017 ed il 2022.

## Territorio
Come previsto dalla legge elettorale italiana del 2017, il collegio era stato definito tramite decreto legislativo all'interno della circoscrizione Puglia.
Era formato dal territorio di 4 comuni: Andria, Barletta, Canosa di Puglia e Trani.
Il collegio era quindi interamente compreso nella provincia di Barletta-Andria-Trani.
Il collegio era parte del collegio plurinominale Puglia - 04.

## Eletti
| Elezione | Elezione | Deputato            | Partito            |
| -------- | -------- | ------------------- | ------------------ |
|          | 2018     | Giuseppe D'Ambrosio | Movimento 5 Stelle |

## Dati elettorali

### XVIII legislatura
Come previsto dalla legge elettorale, 232 deputati erano eletti con sistema a maggioranza relativa in altrettanti collegi uninominali a turno unico.
| Candidati              | Candidati                     | Voti    | %     | Liste                    | Voti    | %     |
| ---------------------- | ----------------------------- | ------- | ----- | ------------------------ | ------- | ----- |
|                        | Giuseppe D'Ambrosio ✔️ Eletto | 73 648  | 48,99 | Movimento 5 Stelle       | 73 648  | 48,99 |
|                        | Francesco Ventola             | 46 570  | 30,98 | Forza Italia             | 29 657  | 19,73 |
| Lega                   | Francesco Ventola             | 46 570  | 30,98 | 7 778                    | 5,17    |       |
| Fratelli d'Italia      | Francesco Ventola             | 46 570  | 30,98 | 5 342                    | 3,55    |       |
| Noi con l'Italia - UDC | Francesco Ventola             | 46 570  | 30,98 | 3 793                    | 2,52    |       |
|                        | Filippo Caracciolo            | 22 124  | 14,72 | Partito Democratico      | 19 878  | 13,22 |
| +Europa                | Filippo Caracciolo            | 22 124  | 14,72 | 1 266                    | 0,84    |       |
| Italia Europa Insieme  | Filippo Caracciolo            | 22 124  | 14,72 | 651                      | 0,43    |       |
| Civica Popolare        | Filippo Caracciolo            | 22 124  | 14,72 | 329                      | 0,22    |       |
|                        | Lucia De Mari                 | 3 771   | 2,51  | Liberi e Uguali          | 3 771   | 2,51  |
|                        | Michela Parisi                | 952     | 0,63  | Il Popolo della Famiglia | 952     | 0,63  |
|                        | Cosimo Matteucci              | 946     | 0,63  | Potere al Popolo!        | 946     | 0,63  |
|                        | Cristina Dargenio             | 857     | 0,57  | CasaPound                | 857     | 0,57  |
|                        | Michele Rizzi                 | 587     | 0,39  | Partito Valore Umano     | 587     | 0,39  |
|                        | Vittoria Massaro              | 550     | 0,37  | Italia agli Italiani     | 550     | 0,37  |
|                        | Olga Mascolo                  | 236     | 0,16  | 10 Volte Meglio          | 236     | 0,16  |
|                        | Concetta De Marinis           | 97      | 0,06  | PRI - ALA                | 97      | 0,06  |
| Totale                 | Totale                        | 150 338 | 100   |                          | 150 338 | 100   |
|                        |                               |         |       |                          |         |       |
| Voti non validi        | Voti non validi               | 4 756   | 3,07  |                          |         |       |
| Votanti                | Votanti                       | 155 094 | 69,41 |                          |         |       |
| Elettori               | Elettori                      | 223 455 |       |                          |         |       |